# 塞斯·蓋貝爾
塞斯·蓋貝爾（英語：Seth Gabel，1981年10月3日—）是美國的一位演員。他出演過的主要電視劇包括在危機邊緣中飾演Lincoln Lee角色。他是一位猶太人。

## 外部連結
- 塞斯·蓋貝爾在互联网电影资料库（IMDb）上的資料（英文）